# Heliophanus encifer
Heliophanus encifer este o specie de păianjeni din genul Heliophanus, familia Salticidae, descrisă de Simon, 1871. Conform Catalogue of Life specia Heliophanus encifer nu are subspecii cunoscute.